# Initiativrecht
Als Initiativrecht bezeichnet man das Recht von Organen eines Staates – in direkten Demokratien auch das Recht der Bürger –, einer Institution der gesetzgebenden Gewalt (Legislative) einen Gesetzentwurf zur Abstimmung vorzulegen.

## Deutschland
In Deutschland besitzen auf Bundesebene der Bundestag, der Bundesrat (mit Stellungnahme der Bundesregierung) und die Bundesregierung (mit Stellungnahme des Bundesrates) das Initiativrecht. Die Gesetzesvorlagen werden – unabhängig davon, wer die Gesetzesinitiative ergriffen hat – im Bundestag in erster, zweiter und dritter Lesung beraten, dann zur Abstimmung gestellt und nach einer Annahme dem Bundesrat zugeleitet. Wird ein Entwurf durch den Bundestag angenommen, kann auf Verlangen des Bundesrats, der Bundesregierung oder des Bundestags ein aus Mitgliedern des Bundestages und des Bundesrates für die gemeinsame Beratung von Vorlagen ein Vermittlungsausschuss gebildet werden. Das Verfahren ist durch die Grundsatzartikel 76 bis 78 geregelt.
Ein Initiativrecht haben die einzelnen Abgeordneten des Bundestages, und zwar wenn die Unterzeichner mindestens der Größe einer Fraktion entsprechen oder 5 Prozent aller Abgeordneten.
Auf Landesebene haben der Landtag und die Landesregierung das Initiativrecht. In einigen Ländern tritt überdies das Volksbegehren hinzu.

## Österreich
In Österreich gibt es vier Arten, das Gesetzgebungsverfahren im Nationalrat in Gang zu setzen:
- Die Bundesregierung kann einen Gesetzesentwurf vorschlagen (Regierungsvorlage).
- Mindestens fünf Mitglieder oder ein Ausschuss des Nationalrates können einen Antrag einbringen.
- Zumindest ein Drittel der Mitglieder des Bundesrats kann einen entsprechenden Antrag an den Nationalrat richten.
- Mindestens 100.000 Wahlberechtigte oder mindestens je ein Sechstel der Wahlberechtigten dreier Bundesländer können einen Gesetzesentwurf über ein Volksbegehren im Nationalrat zur Behandlung bringen.

In keinem Fall, auch nicht beim Volksbegehren, ist der Nationalrat an den Vorschlag gebunden. Er kann in jede Richtung abgeändert oder gar nicht beschlossen werden.

## Schweiz
In politischen Systemen mit direkter Demokratie gehört das Initiativrecht nicht nur zu den Rechten staatlicher Organe, sondern auch zu den politischen Rechten der Bürger auf allen Ebenen (politische Gemeinde, Kanton, Bund).
Des Weiteren hat jedes Mitglied der kommunalen, kantonalen und nationalen Legislative das Recht zu einer Motion oder zur parlamentarischen Initiative sowie jeder Kanton das Recht zu einer Standesinitiative.

## Europäische Union
Bei der Rechtsetzung der Europäischen Union hat die EU-Kommission in fast allen Aufgabenbereichen das alleinige Initiativrecht. In der Gemeinsamen Außen- und Sicherheitspolitik steht das Initiativrecht jedoch dem Hohen Vertreter der EU für Außen- und Sicherheitspolitik (auch EU-Außenminister genannt) sowie den Mitgliedstaaten zu. In der polizeilichen und justiziellen Zusammenarbeit in Strafsachen ist das Initiativrecht zwischen Kommission und Mitgliedstaaten geteilt (Art. 76 AEUV). Der Rat der Europäischen Union und das EU-Parlament können die Kommission auffordern, einen Vorschlag zu unterbreiten. Dasselbe Recht steht seit dem Vertrag von Lissabon auch den Unionsbürgern im Rahmen der Europäischen Bürgerinitiative zu.

## Betriebliche Mitbestimmung
Im Rahmen der betrieblichen Mitbestimmung spricht man vom Initiativrecht, wenn der Betriebsrat laut Betriebsverfassungsgesetz in bestimmten Bereichen nicht nur das Recht hat, auf Maßnahmen des Arbeitgebers zu reagieren, sondern selbst Gestaltungsvorschläge zu machen oder in den Entscheidungsprozess einzubringen.
Dieses Initiativrecht steht dem Betriebsrat in allen Bereichen zu, in denen das Gesetz ausdrücklich eine Einigung zwischen Arbeitgeber und Betriebsrat und bei Scheitern der Einigung die Entscheidung einer Einigungsstelle vorsieht. Schwerpunkt der Mitbestimmung bilden die sozialen Angelegenheiten in § 87 Abs. 1 BetrVG. Der Betriebsrat kann das Initiativrecht beispielsweise in folgender Weise einsetzen:
- Vorschlagen einer neuen betrieblichen Regelung. Beispiel: Der Betriebsrat schlägt statt fester Arbeitszeiten die Einführung gleitender Arbeitszeit vor.
- Änderung bestehender Regelungen. Beispiel: Der Betriebsrat kündigt eine bestehende Betriebsvereinbarung und legt einen neuen Entwurf für eine Betriebsvereinbarung vor.
- Erstmalige Einführung einer betrieblichen Regelung. Beispiel: Der Betriebsrat schlägt erstmals eine Parkplatzordnung, ein Rauchverbot oder Grundsätze für ein betriebliches Vorschlagswesen vor.

Für alle diese Bereiche gilt die Einigungspflicht. Der Arbeitgeber muss sich auf eine Verhandlung und eine Einigung über die Vorschläge des Betriebsrats einlassen. Verweigert er dies, kann der Betriebsrat eine Entscheidung der Einigungsstelle herbeiführen.